# Царь-девица (сказка)
«Царь-Девица» («Иван-царевич и Царь-Девица») — сюжет русских, украинских и белорусских народных сказок.
Во втором томе сборника А. Н. Афанасьева «Народные русские сказки» приведены под номерами 232 и 233. 
Печаталась как в сборниках русских сказок, так выпускалась в виде аудиосказок. На сюжет о Царь-девице написаны многие литературные сказки. В русской литературе это одноименная стихотворная сказка Г. Р. Державина (1812), одноименная сказка-поэма М. Цветаевой (1922), а также пьеса для детей В. Ф. Одоевского (1837). Персонаж Царь-девица является одним из героев сказки «Конёк-Горбунок» П. П. Ершова (1830-е).
По «Сравнительному указателю сюжетов. Восточнославянская сказка». Л.: Наука, 1979, с. 128, относится к сюжету СУС 400₂ «Царь-девица»: герой обручается с нею, но усыплённый трижды, просыпает свидание, но затем отыскивает её с помощью животных или волшебных предметов. По системе классификации сказочных сюжетов Аарне-Томпсона-Утера относится к сюжету ATU 400 "The Quest for the Lost Wife".

## Сюжет из сборника А. Афанасьева
Варианты сказки записаны в Оренбургской (232) и Пермской (233) губерниях.
У царя и царицы был сын Василий-царевич. В другой версии сказки вместо царской, в купеческой семье фигурирует сын Иван. После смерти жены царь и купец женились во второй раз, а мачеха невзлюбила своего пасынка. Однажды он был отпущен со своим дядькой (слугой) путешествовать. Во время путешествия Василий царевич и купеческий сын Иван знакомятся в море с прекрасной Царь-девицей на корабле (лодке). Только преодолев много преград и невзгод, Василий и Иван женились на Царь-девице — и стали они жить-поживать да добра наживать. А мачеха с дядькой за свои козни были строго наказаны.
В разных вариантах сказок в качестве действующих персонажей и волшебных вещей представлены: избушка на курьих ножках, Баба-яга костяная нога, жар-птица, меч-кладенец, Иван-богатырь, добрый конь с человечьим голосом, а также владельцы сказочных царств: лев, змей и ворон.

## Персонаж Царь-девица
Царь-девица (Марья Краса Долга Коса, Синеглазка, Усоньша-богатырша, Сонька-богатырка, Вифлеена-богатырша) — один из самых ярких женских  персонажей восточнославянских сказок. Основная функция Царь-девицы в сюжете — хранение жизни или молодости. 
Её образ, вероятно, связан с эпохой матриархата, когда женщина обладала большей властью, чем мужчина. В сказках Царь-девица предстаёт богатыршей, наделённой недюжинной силой. Часто она живет в потустороннем мире — в тридевятом царстве, тридесятом государстве, в Подсолнечном, где на дереве растут молодильные яблоки — символ мифологического древа жизни, находится живая и мёртвая вода. Дорога туда лежит через реку или три реки, море, иногда огненное, или тридевять морей. Из её мира в мир главного героя можно попасть пройдя по калиновому или хрустальному мосту. Царство Царь-девицы нередко находится прямо под солнцем и называется «Подсолнешной град», «подсолнечное царство». Охранителями могут быть девушки-змеи, Баба-Яга, великан, богатыри, животные или жар-птицы: «На долине птицы-жары на дубах сидят. Мимо их птица не про-летывала, молодец не проезживал». Царство её девичье, так как в нем живут только девушки.
Важной чертой Царь-девицы является способность принимать облик змеи.
Царь-девица присутствует в сказочных сюжетах № 400₂ «Царь-девица» и № 551 «Молодильные яблоки».